# Elégedettség

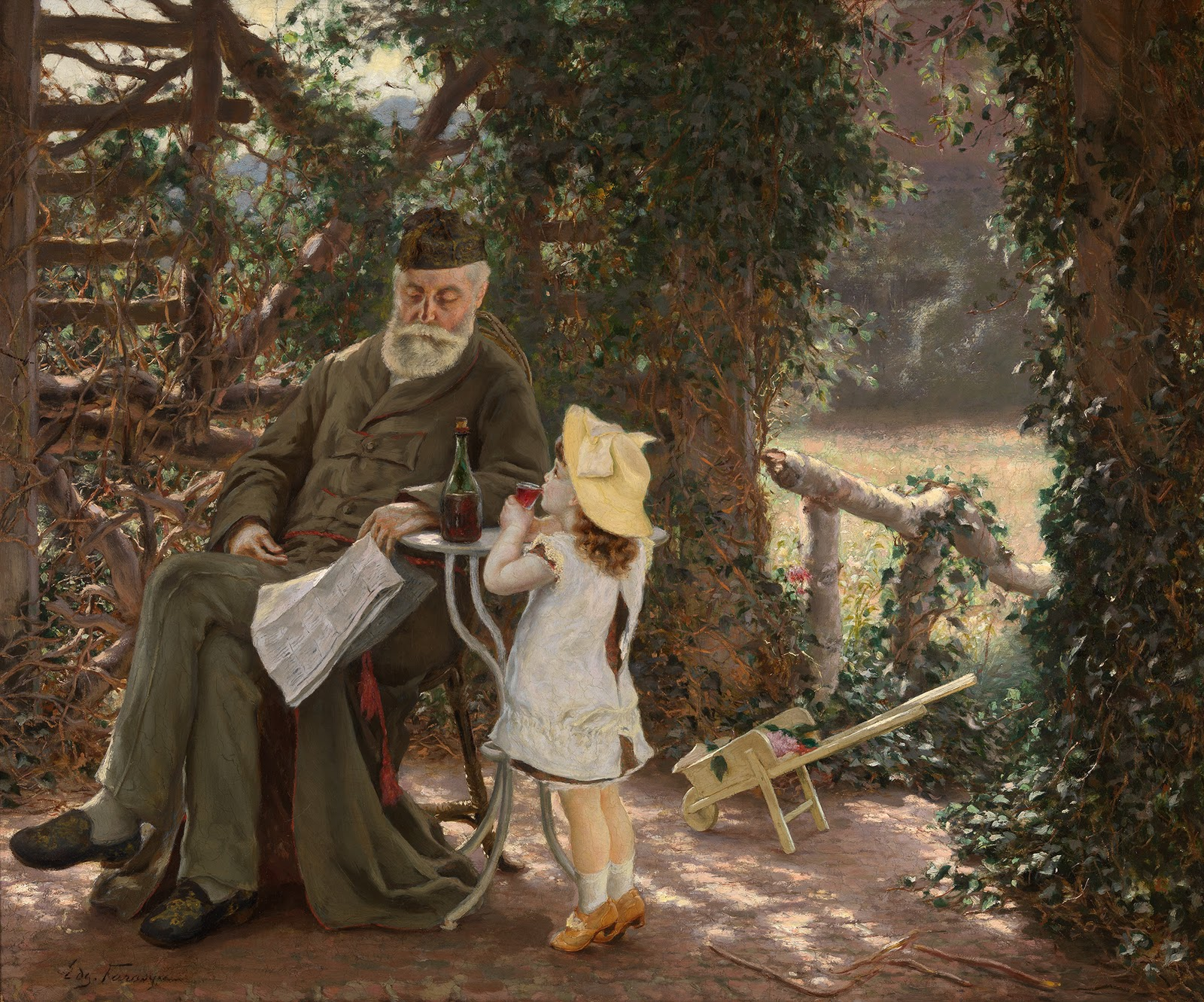
Emberi elégedettség (20. század), Edgard Farasyn festménye

Az elégedettség olyan mentális vagy érzelmi kielégülési állapot, amelyet valakinek a helyzete, szervezete és elméje okoz, azáltal hogy ezekben megkönnyebbül. Az elégedettség állapotában az illető elfogadta a helyzetét, és így ez az állapot a boldogság egy formája. Michael C. Graham kimerítően ír az elégedettségről, mint a boldogság egy formájáról.
Az elégedettség és az elégedettség elérése különböző kultúrákban, időszakokban és földrajzi helyeken központi témáját képezi sok filozofikus és vallási iskolának. Sziddhárta  mondta "A béke belülről fakad. Ne keresd odakint!" John Stuart Mill, évszázadokkal később azt írta, "Megtanultam úgy keresni a boldogságomat, hogy korlátozom a vágyaimat, ahelyett hogy megkísérelném kielégíteni őket". Marcus Aurelius írta "Élj az istenekkel. Aki ezt teszi, folyamatosan megmutatja nekik, hogy a lelke élégedett mindazzal, ami reá ki lett mérve." A Zsidók 13:5 ezt mondja "Tartsd az életed megszabadítva a pénz szeretetétől, és légy elégedett mindazzal, ami neked van, mert Isten azt mondta 'Sosem hagylak el, és sohasem átkozlak téged.'' Csuang-ce, a kínai filozófus írta az i.e. 3. században: "Az az úriember, akik megfelelően behatol minden dologba és harmóniában van az átalakulásaival, elégedett lesz akármit hozzon az idő. A természet irányát követi, akármilyen is legyen a helyzet.”
Az irodalom általánosan egyetért abban, hogy az elégedettség egy olyan állapot, amelyet ideális esetben úgy ért el az illető, hogy boldog azzal, amije van, ahelyett hogy nagyobb ambíciókra törne, ahogyan Szókratész írta le azzal, "Ő, aki nem elégedett azzal amije van, nem lesz elégedett azzal sem, amit szeretne." Több tényező van, ami megkönnyíti ennek érzését: az erős családi egység, egy erős helyi közösség, és elégedettség az élet alapszükségleteivel, ahogyan a Maslow-piramisban is meg van határozva mindez. Általánosságban véve, minél több igény kielégül a maslow-i hierarchiában, annál könnyebben érheti el valaki az elégedettséget - nehéz elképzelni, hogy valaki eléri az elégedettséget úgy, hogy az alapvető létszükségletei nem adottak.

## Lásd még
- Hála

## Fordítás
- Ez a szócikk részben vagy egészben  a   Contentment című angol Wikipédia-szócikk ezen változatának fordításán alapul.  Az eredeti cikk szerkesztőit annak laptörténete sorolja fel. Ez a jelzés csupán a megfogalmazás eredetét és a szerzői jogokat jelzi, nem szolgál a cikkben szereplő információk forrásmegjelöléseként.